# امامزاده عباس چهاردانگه
امامزاده عباس چهار دانگه با قدمت صفویان به شمارهٔ ثبت ۱۰۸۰۶ در تاریخ ۱۳۸۲/۱۱/۰۲ به ثبت آثار ملی ایران رسید. این امامزاده در شهرستان اسلامشهر، بخش چهاردانگه، دهستان چهاردانگه، بین گورستان و بوستان شهدای چهاردانگه قرار دارد.